# Grand Opera House
La Grand Opera House est un opéra américain situé à Uvalde, dans le comté d'Uvalde, au Texas. Recorded Texas Historic Landmark depuis 1967, elle est inscrite au Registre national des lieux historiques depuis le 22 mai 1978 et relève du district historique d'Uvalde Downtown depuis le 31 mai 2019.